# Ivan Lins
Ivan Guimarães Lins (Rio de Janeiro, 16 juni 1945) is een Braziliaanse musicus. Hij is een singer-songwriter van Braziliaanse populaire muziek (MPB) en jazz. Zijn eerste hit, Madalena, werd gezongen door Elis Regina in 1970.
Het belang van Lins als componist wordt aangetoond door de frequentie waarmee de verzamelalbums en de nieuwe versies van zijn composities verschijnen. Zijn jazzklassiekers zijn opgenomen door vele internationale artiesten zoals Sarah Vaughan, Ella Fitzgerald, Quincy Jones, George Benson, The Manhattan Transfer, Diane Schuur, Carmen McRae, Nancy Wilson, Eliane Elias, Patti Austin, Toots Thielemans, Take 6, Lee Ritenour, David Benoit, Mark Murphy, Dave Grusin, Sérgio Mendes, en vele anderen.

## Levensloop
Ivan Lins woonde verscheidene jaren in Boston, toen zijn vader, een marine-ingenieur, zijn doctoraalstudies bij het MIT deed. Hij studeerde bij de Militaire Academie in Rio de Janeiro, behaalde een graad in industriële chemie aan de Federale Universiteit van Rio, en overwoog een carrière in volleybal, voordat hij zijn muzikaal talent ontdekte.

## Werk
Ivan Lins heeft regelmatig nieuwe albums gemaakt. Waaronder zelfs enkele standards, zoals de Love Dance, Comecar de Novo (in het Engels The Island, met tekst door Alan and Marilyn Bergman) en Velas Içadas.
Lins componeerde ook de soundtrack voor de Braziliaanse film Dois Córregos.
Vermeldenswaardig is de langdurende samenwerking met Vitor Martins, een medecomponist. Hun liedjes kenmerken zich door een typisch weelderige harmonie met een opmerkelijke jazz sensibiliteit. Zijn handtekening die hij bij zijn concerten ten gehore brengt is de vertraagde toevoeging van ♯11 aan een sus13 akkoord, of de vertraagde toevoeging van ♭9 aan een sus13 akkoord.
Ivan Lins verscheen als gastuitvoerder op de albums Dois Mundos (1998) en 'Recorded in Rio' (2003) van de Nederlandse zangeres Josee Koning.
Lins is vaak op tournee en kwam in 2003 bij The Blue Note in New York. In juli 2006 gaf hij een concert in Haarlem met het Metropole Orkest en Josee Koning.
In 2009 maakte hij een livealbum met componist/ arrangeur Vince Mendoza en het Metropole Orkest. Dit album werd driemaal genomineerd voor een Latin Grammy en kreeg zijn bekroning in Las Vegas met een Latin Grammy voor het beste Braziliaanse album.
Ivan Lins wordt beschouwd als een politieke en muzikale held in zijn land.

## Discografie

### Albums
| Album met eventuele hitnotering(en) in de Nederlandse Album Top 100 | Datum van verschijnen | Datum van binnenkomst | Hoogste positie | Aantal weken | Opmerkingen          |
| ------------------------------------------------------------------- | --------------------- | --------------------- | --------------- | ------------ | -------------------- |
| Agora                                                               | 1970                  | -                     |                 |              |                      |
| Deixa o trem seguir                                                 | 1971                  | -                     |                 |              |                      |
| Quem sou eu                                                         | 1972                  | -                     |                 |              |                      |
| Modo livre                                                          | 1974                  | -                     |                 |              |                      |
| Chama acesa                                                         | 1975                  | -                     |                 |              |                      |
| Somos todos iguais nesta noite                                      | 1977                  | -                     |                 |              |                      |
| Nos dias de hoje                                                    | 1978                  | -                     |                 |              |                      |
| A noite                                                             | 1979                  | -                     |                 |              |                      |
| Novo tempo                                                          | 1980                  | -                     |                 |              |                      |
| Daquilo que eu sei                                                  | 1981                  | -                     |                 |              |                      |
| Depois dos temporais                                                | 1983                  | -                     |                 |              |                      |
| Juntos                                                              | 1984                  | -                     |                 |              |                      |
| Ivan Lins                                                           | 1986                  | -                     |                 |              |                      |
| Mãos                                                                | 1987                  | -                     |                 |              |                      |
| Love dance                                                          | 1988                  | -                     |                 |              |                      |
| Amar assim                                                          | 1989                  | -                     |                 |              |                      |
| Awa yiô                                                             | 1993                  | -                     |                 |              |                      |
| A doce presença de Ivan Lins                                        | 1995                  | -                     |                 |              |                      |
| Anjo de mim                                                         | 1995                  | -                     |                 |              |                      |
| I'm not alone                                                       | 1996                  | -                     |                 |              |                      |
| Ivan Lins / Chucho Valdés / Irakere / Ao vivo                       | 1996                  | -                     |                 |              |                      |
| Acervo especial - Vol. 2                                            | 1997                  | -                     |                 |              |                      |
| Viva Noel: Tributo a Noel Rosa - Vols. 1, 2                         | 1997                  | -                     |                 |              |                      |
| Um novo tempo                                                       | 1998                  | -                     |                 |              |                      |
| Live at MCG                                                         | 1999                  | -                     |                 |              | Livealbum            |
| Dois córregos                                                       | 1999                  | -                     |                 |              |                      |
| A cor do pôr-do-sol                                                 | 2000                  | -                     |                 |              |                      |
| Jobiniando                                                          | 2001                  | -                     |                 |              |                      |
| Love songs - A quem me faz feliz                                    | 2002                  | -                     |                 |              |                      |
| I love mpb - Amor                                                   | 2004                  | -                     |                 |              |                      |
| Cantando histórias                                                  | 2004                  | -                     |                 |              |                      |
| Acariocando                                                         | 2006                  | -                     |                 |              |                      |
| Ivan Lins & The Metropole Orchestra                                 | 2009                  | 02-04-2011            | 59              | 1            | Latin GRAMMY awarded |
| Intimate                                                            | 2011                  | 02-04-2011            | 84              | 1            |                      |